# Hypognatha maranon
Hypognatha maranon là một loài nhện trong họ Araneidae.
Loài này thuộc chi Hypognatha. Hypognatha maranon được Herbert Walter Levi miêu tả năm 1996.